# Memecylon vaccinioides
Memecylon vaccinioides är en tvåhjärtbladig växtart som beskrevs av Jacq.-fel.. Memecylon vaccinioides ingår i släktet Memecylon och familjen Melastomataceae.
Artens utbredningsområde är Madagaskar. Inga underarter finns listade i Catalogue of Life.